# Die Juden (Tschirikow)
Die Juden (Original Евреи) ist ein Drama von Jewgeni Tschirikow, es wurde 1904 erstmals gedruckt und danach häufig in russischen und ausländischen Theatern gezeigt.

## Werkgeschichte

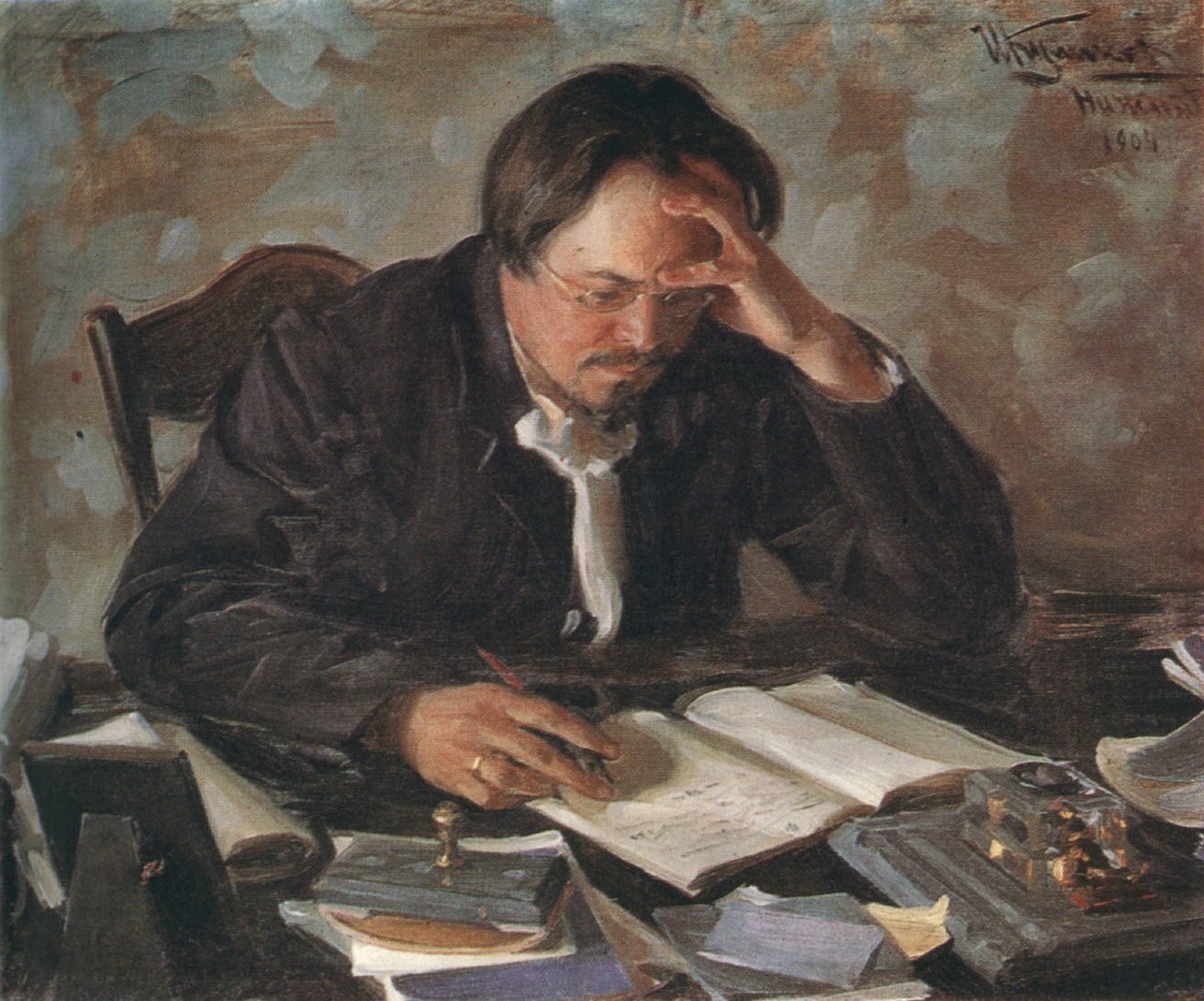
Jewgeni Tschirikow, 1904

Im Frühjahr 1903 gab es in Kischinjow und anderen Städten des Russischen Reiches Pogrome gegen die jüdische Bevölkerung. Der nichtjüdische Schriftsteller Jewgeni Tschirikow forschte in Minsk nach Zeugnissen über die dortigen Ereignisse. Im August 1903 stellte er ein Drama zu diesem Thema fertig. Der befreundete Dichter Maxim Gorki war von dem Text begeistert und bemühte sich um den Druck und Aufführungsmöglichkeiten im Ausland.  In Russland wurde das Stück durch die Zensur zunächst verboten.
1904 erschien dennoch der Text in Gorkis Zeitschrift Snanije sowie in München in einer russischen und einer übersetzten deutschen Fassung.
Es gab danach Aufführungen in Berlin, London, Wien, New York und weiteren Städten. Seit Ende 1905 durfte das Stück auch in Russland aufgeführt werden, teilweise ohne die letzte Pogromszene.
Die Reaktionen waren an allen Orten sehr beeindruckt, besonders durch den Realitätsgehalt der Pogromszene. Es gab bewegende Szenen unter den Zuschauern, Aufrufe, Tränen, Trauer. In einigen russischen Städten gab es danach Proteste gegen die Pogrome.
Das Stück wurde bis in die 1930er Jahre in vielen russischen und ausländischen Theatern gezeigt.

## Inhalt
Das Stück spielt im Uhrenladen von Leiser Frenzel. Es gibt vor allem Gespräche mit dem Gehilfen Schloime, dem Lehrer Nachmann und Kunden. Dabei geht es um die Situation der Juden im Russischen Reich und deren faktisch aussichtslose Situation. Dazu kommen familiäre Sorgen, der Sohn Boruch wurde wegen sozialistischer Ansichten von der Universität relegiert, die Tochter Lija liebt den Russen Beresin. Themen von Mischehen, religiösem und säkularen Judentum und die Rettung verheißende Aussicht auf eine Emigration nach Palästina werden diskutiert. Im vierten Aufzug dringt ein randalierender Mob in den Uhrenladen ein, zerstört das Inventar, schlägt die anwesenden Männer und zeigt großes Interesse an der Tochter Lija. Diese erschießt sich deshalb. Der Vater ist gebrochen, die Menge zieht wegen heranziehender Kosaken ab.
Das Theaterstück zeigt sehr eindrücklich die Situation der jüdischen Bevölkerung im Ansiedlungsrayon in Russland.

## Theateraufführungen
Das Stück wurde seit 1904 zunächst im Ausland, seit Ende 1905 auch im Russischen Reich gezeigt, dort dann in über 40 Städten, besonders in der Ukraine.
- 5. Dezember 1904 Theater des Westens, Charlottenburg, Gastspiel der Schauspielergesellschaft von Pawel Orlenew, erste bekannte öffentliche Aufführung, in russischer Sprache, (ergänzt durch Texte aus Semjon Juschkewitsch Die Juden von 1904)[4][5]
- 15. Januar 1905 Wien, Russische Lesegesellschaft
- Ende Januar 1905 London, Gastspiel der Schauspielergesellschaft von Pawel Orlenew, gute Resonanz
- Ende Januar/Anfang Februar 1905 New York, Gastspiel Orlenew, sehr gute Resonanz
- 15. Juni 1905 Deutsches Volkstheater Wien, Gastspiel einer Theatergruppe aus Berlin, Leitung Carl Meinhard, Bearbeitung Adolf Bernauer, mit Emanuel Reicher, Paul Marx, erste deutschsprachige Aufführung[6]
- 20. November 1905 Stadttheater Lemberg (Lwów), polnischsprachige Erstaufführung
- 23. November 1905 Neues Theater St. Petersburg, erste Aufführung in Russland
- 25. November 1905 Stadttheater Krakau
- 1905 Privattheater Krementschuk, erste Aufführung in der Ukraine
- Anfang 1906 Korsch-Theater Moskau
- 1906 Drama Tiflis, Leitung Wsewolod Meyerhold
- Frühjahr 1906 Kleines Theater Berlin, Regie Lind[7]
- 1921 Freie jüdische Volksbühne Wien[8]
- 1923 Raimundtheater Wien, Leitung Emanuel Reicher
- 1933 Paris

## Textfassungen
Der Text wurde in zahlreiche europäische Sprachen übersetzt:
- Евреи, Marchlewski, München 1904, russische Erstausgabe Digitalisat
- Jewgeni Tschirikow Die Juden. Schauspiel in 4 Aufzügen. Deutsch von Georg Polonskij, Marchlewski, München 1904. (Digitalisate: urn:nbn:de:hebis:30:1-144784 und urn:nbn:de:kobv:517-vlib-12793)
- eine ukrainische und eine jiddische Übersetzung, jeweils um 1905
- E. Czirikow Żydzi, Lwöw 1905, polnische Übersetzung
- E. Chirikov The chosen people, 1906, englische Übersetzung, zur Gastspielreise von Pawel Orlenew nach England und in die USA
- E. Tchirikov Juifs, französische Übersetzung